# Radio Télévision Guinéenne
Radio Télévision Guinéenne, nota anche con l'acronimo RTG, è l'ente radiotelevisivo pubblico della Guinea.
Trasmette dalla capitale Conakry in francese e nelle lingue locali.

## Storia
La radiofonia in Guinea era nata in età coloniale, quando il Paese si chiamava ancora Guinea francese. Fino alla sua indipendenza, il 2 ottobre 1958, l'attività principale di «radio banana» consisteva nella diffusione di avvisi e comunicati delle grandi compagnie commerciali del posto sui movimenti delle imbarcazioni che trasportavano banane o agrumi; dopo l'indipendenza, «radio banana» diventò Radio Guinée.
Nel 1962 fu creata la "Voix de la Révolution", organismo preposto a gestire la radiofonia, e l'offerta passò a due stazioni, di cui una nazionale e l'altra internazionale, che però furono fuse nel 1970, tornando ad essere una.
A maggio 1977 fu fondato il primo canale televisivo, che all'inizio era in bianco e nero; il colore fu 
introdotto nel 1982.
Nel 1984 la Voix de la Révolution divenne "Radio Télévision Guinéenne", e a capo dell'organismo fu posto un direttore generale.
A gennaio dello stesso anno fu creato un servizio di documentazione e di archivio incaricato della raccolta, del trattamento e della messa a disposizione dell'insieme dei documenti prodotti e ricevuti dalla RTG, e della salvaguardia del patrimonio audiovisivo degli archivi della radio e della televisione; la gestione degli archivi fu informatizzata nel 1990.
Ad agosto 1992 fu creata la radio regionale RKS per servire la zona di Conakry in un raggio di 80 km.
Nel 2007 un MiG-21 della Guinean Air Force partito da Conakry andò a scontrarsi con la sede di RTG. Il pilota, di nazionalità russa, si catapultò dall'aereo e non riportò ferite.

## Organizzazione
Radio Télévision Guinéenne è un'azienda subordinata al Ministero della Comunicazione della Guinea, dal quale dipende anche sul piano editoriale. È amministrata da un direttore generale con la collaborazione di un'equipe di direzione e l'ausilio di servizi d'appoggio.
Non ha però alcuno statuto, né  consiglio d'amministrazione proprio o budget.
Lo Stato provvede ai salari dei 600 dipendenti circa, ma RTG non riceve alcuna sovvenzione per il suo funzionamento (produzione, manutenzioni, spostamenti, ecc).
Ciò impone all'azienda di rivolgersi direttamente al mercato degli inserzionisti e dei produttori in generale attraverso il baratto di programmi in cambio di spazio pubblicitario, specialmente per le serie televisive, le sitcom e le telenovelas (d'origine sudamericana, africana o provenienti da Bollywood).

RTG gestisce RTG 1 (o Koloma), che copre il 40% del territorio via etere, e RTG 2 (o Boulbinet), che serve l'area metropolitana di Conakry e la sua regione. I due canali TV sono però presenti anche nel bouquet locale StarTimes, che permette di raggiungere tutto il Paese, in quello di CanalSat e nell'africano Thema.
La sede a Koloma, inaugurata nel 2006, è stata costruita dal governo cinese, che ha anche beneficiato il gruppo della donazione di 8 serie di cartoni animati cinesi.

## Servizi

### Televisione
| Nome          | Sede    | Тipo                                                   | Lancio | Lingua                   |
| ------------- | ------- | ------------------------------------------------------ | ------ | ------------------------ |
| RTG Koloma    | Conakry | generalista                                            | 1962   | francese e lingue locali |
| RTG Boulbinet | Conakry | generalista (area metropolitana di Conakry e dintorni) |        | francese e lingue locali |

### Radio
| Nome      | Sede    | Тipo                                                   | Lancio | Lingua                   |
| --------- | ------- | ------------------------------------------------------ | ------ | ------------------------ |
| Radio RTG | Conakry | generalista                                            | 1958   | francese e lingue locali |
| RKS       | Conakry | generalista (area metropolitana di Conakry e dintorni) |        | francese e lingue locali |

## Ricezione

### Terrestre
La radio di Radio Télévision Guinéenne trasmette in AM e in FM; la televisione trasmette in standard DVB-T HD.

### Satellite[5]
| Satellite          | SES 5                                     | SES 4   | Intelsat 901 |
| Posizione orbitale | 5.0° E                                    | 22.0° W | 27.5° W      |
| Canali             | RTG Koloma, RTG Boulbinet, Radio RTG, RKS |         |              |
| Frequenza          | 11766 H                                   | 12650 V | 3843 R       |
| SR                 | 27500                                     | 30000   | 4550         |
| FEC                | 3/4                                       | 3/4     | 1/2          |
| Modulazione        | QPSK                                      | QPSK    |              |

### Streaming
Radio Télévision Guinéenne in streaming

## Programmi
- JT, telegiornale in francese in 4 edizioni (alle 20,30 di 30 minuti e alle 12, alle 17 e alle 19 di 10-15 minuti)
- Kibaro, programma d'informazione in 10 lingue nazionali